# Churchill (танк)
Піхотний танк Mk IV «Черчилль» (A22) (англ. Infantry Tank Mk IV, Churchill (A22)) — піхотний танк армії Великої Британії періоду Другої світової війни, важкий за масою. Поставлявся в СРСР за програмою ленд-лізу. Спроектований в 1939–1940 роках, серійно вироблявся з 1941 по 1945 рік і став одним з найчисленніших британських танків Другої світової. Як й інші англійські піхотні танки, «Черчилль» відрізнявся застарілою конструкцією, слабким озброєнням і дуже низькою рухливістю, але досить товстою для свого часу бронею (101 мм, пізніше доведена до 152 мм) дозволила йому відносно успішно воювати до самого 1945 року. Після закінчення Другої світової, «Черчилль» незабаром до кінця 1950-х років був знятий з озброєння, але деяка кількість вогнеметного варіанту цих танків ще взяла участь у Корейській війні.

## Історія створення
Танк був спроектований англійцями з метою створити машину, здатну протистояти 50-мм гарматі німців. Конструкція танка була надзвичайно старомодною.

## Модифікації
- Infantry Tank Mk IV, Churchill I — базова модифікація, з 40-мм гарматою QF 2 pounder Mk IX у башті, 76-мм гаубицею в лобовому листі корпусу та 7,92-мм кулеметом BESA.
- Infantry Tank Mk IV, Churchill II — 2 фунтова (40-мм) гармата і два 7,92-мм кулемета BESA.
- Infantry Tank Mk IV, Churchill II CS — версія «безпосередньої підтримки» (англ. Close Support) з 76-мм гаубицею у башті і 40-мм гарматою в лобовому листі корпусу.
- Infantry Tank Mk IV, Churchill III — модифікація з новою звареною баштою збільшеного розміру з 6-фунтовою (57-мм) гарматою QF 6 pounder Mk III і з 7,92-мм кулеметом на місці гаубиці.
- Infantry Tank Mk IV, Churchill IV — модифікація з литою баштою аналогічною Churchill III конструкції, з 57-мм гарматою QF 6 pounder Mk III або Mk V.
- Infantry Tank Mk IV, Churchill IV NA 75 — переобладнані в Північній Африці «Черчиллі» з установкою американської 75-мм гармати M3 разом з установкою з танка «Шерман», замість штатної 57-мм.
- Infantry Tank Mk IV, Churchill V — варіант Churchill IV з 95-мм гаубицею замість гармати.
- Infantry Tank Mk IV, Churchill VI — модифікація з 75-мм гарматою Ordnance QF 75 мм та додатковим навісним захистом бортів та нижньої лобової частини корпусу.
- Infantry Tank Mk IV, Churchill VII (A22F) — модифікація з посиленим до 152 мм лобовим і до 95 мм бортовим бронюванням, посиленою ходовою частиною та новою командирською башточкою. Озброєння — 75-мм гармата OQF 75 mm
- Infantry Tank Mk IV, Churchill VIII — варіант Churchill VII з 95-мм гаубицею замість гармати.
- Infantry Tank Mk IV, Churchill IX — Churchill III і Churchill IV, модернізовані за рівнем броньовий захисту шляхом навішування додаткових бронеплит на корпус та установки нової башти до рівня Churchill VII, але із збереженням 57-мм гармати.
- Infantry Tank Mk IV, Churchill IX LT — Churchill III і Churchill IV, модернізовані аналогічно Churchill IX, але із збереженням старої башті (англ. Light Turret — «легка башта»).
- Infantry Tank Mk IV, Churchill X — Churchill VI, модернізовані за рівнем броньового захисту до рівня Churchill VII шляхом навішування додаткових бронеплит та установки башти від Churchill VII.
- Infantry Tank Mk IV, Churchill X LT — Churchill VI, модернізовані аналогічно Churchill X, але із збереженням старої башті (англ. Light Turret — «легка башта»).
- Infantry Tank Mk IV, Churchill XI — Churchill V, модернізовані за рівнем броньового захисту до рівня Churchill VIII шляхом навішування додаткових бронеплит та установки башти від Churchill VIII.
- Infantry Tank Mk IV, Churchill XI LT — Churchill V, модернізовані аналогічно Churchill XI, але із збереженням старої башти (англ. Light Turret — «легка башта»).

## Опис конструкції

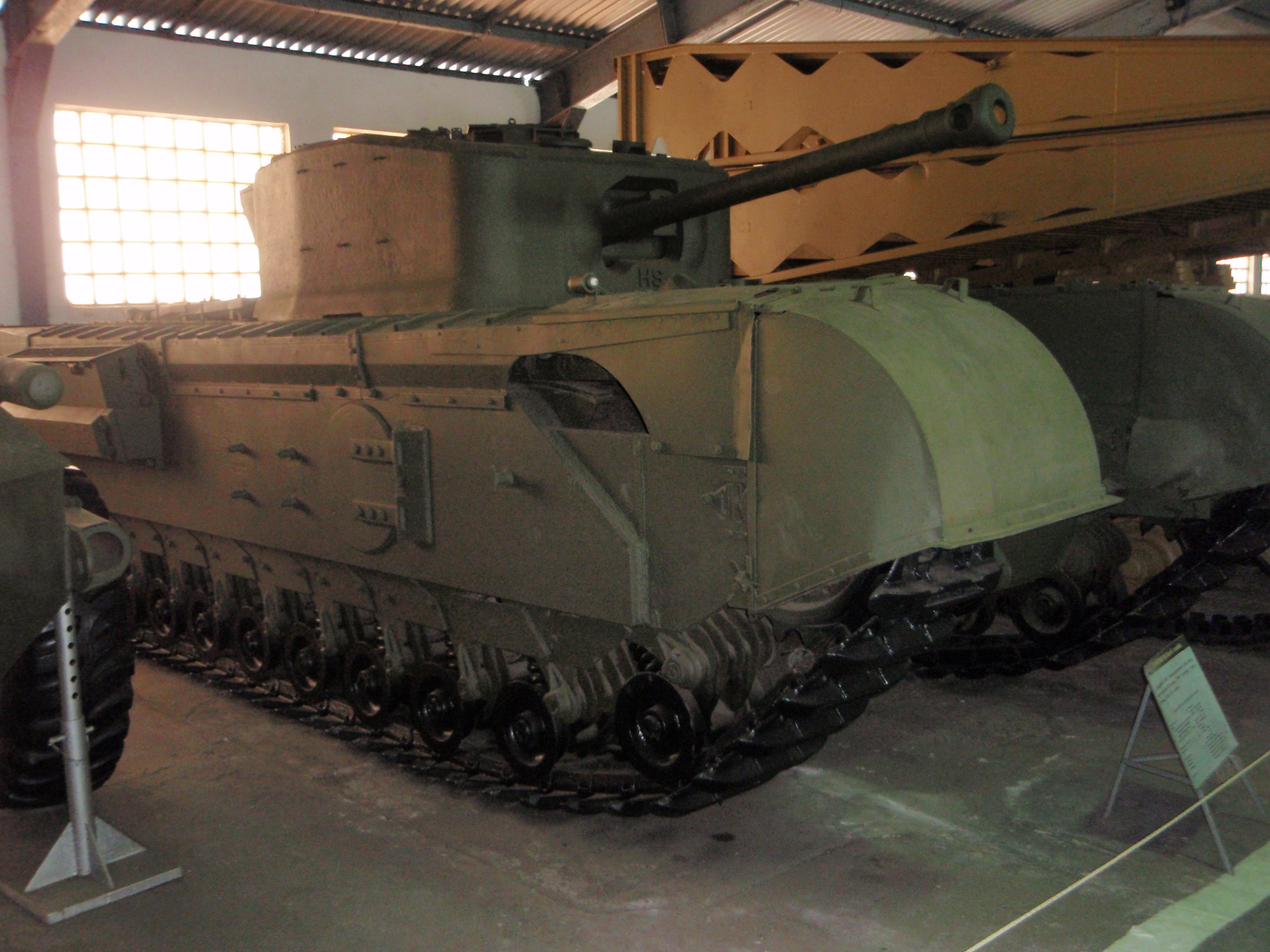
Британський важкий вогнеметний танк Mk.IV «Churchill-crocodile» у бронетанковому музеї в Кубинці

«Черчилль» був танком класичного компонування. Моторно-трансмісійне відділення розташовувалося в кормовій частині танка, бойове відділення знаходилося в середній частині, а відділення управління — у лобовій. Екіпаж танка складався з п'яти осіб: командира танка, навідника і заряджаючого, що перебували в башті та механіка-водія з кулеметником, на танках модифікації Mk I який виконував функції навідника та заряджаючого гаубиці, що розташовувалися у відділенні управління.

### Броньовий корпус та башта
Башта «Черчилля» — тримісна, шестигранна, близька до прямокутної в плані, форми. Конструкція башти змінювалася під час виробництва танка: на «Черчилль» модифікацій Mk I, Mk II, Mk IV, Mk V, Mk VI — суцільнолита; Mk III — зварена з катаних броньових плит;Mk VII і Mk VIII — змішана, з суцільнолитими вертикальними стінками, до яких приварювався дах з катаних бронелистів. Башти танків модифікацій Mk III і наступних відрізнялися від Mk I і Mk II збільшеним розміром, але їх форма та компоновка залишалися незмінними.
Лоб, борти та корма вежі — вертикальні. Лоб башти мав товщину в 102 мм на танках модифікацій Mk I — Mk VI і в 152 мм на Mk VII і Mk VIII. Борти та корма башти мали в товщину відповідно: 76 і 95 мм. Дах башти на танках всіх модифікацій мав товщину 20 мм. Башта встановлена на підбаштовій коробці на кульовій опорі, обертання башти здійснювалося за допомогою електричного приводу, енергія для якого надходила від генератора що приводився головним двигуном. При непрацюючому двигуні, поворот башти міг здійснюватися вручну. Залежно від типу встановленої гармати наведення по вертикалі здійснювалося за допомогою плечового упору або за допомогою підйомного механізму гвинтового типу. Башта була обладнана обертовим поликом, підвішеним до неї. Для посадки та висадки екіпажу служили два двостулкових люка в даху башти, окремий для зарядника на правій стороні башти і для командира та навідника — на лівій стороні. Також в бортах в кормовій частині танка були амбразури для стрільби з особистої зброї.

### Озброєння
У башті «Черчиллів» модифікації Mk I і в лобовій частині корпусу модифікації Mk II встановлювалася 40-мм танкова гармата QF 2 pounder Mk IX. Довжина ствола гармати становила 52 калібри / 2080 мм, початкова швидкість снарядів різних типів — від 790 до 850 м/с. Гармата розміщувалося на цапфах в спареній з кулеметом установці і мала кути вертикального наведення від −15 до +20 °. Вертикальне наведення здійснювалося вручну, хитанням гармати за допомогою плечового упору, а горизонтальне — поворотом башти. Для наведення гармати використовувався приціл № 30, який мав збільшення 1,9 × і поле зору 21 °.
Боєкомплект 40-мм гармати становив 150 унітарних пострілів, укладка для боєкомплекту розміщалася по кутах бойового відділення. «Черчиллі», як з 40-мм, так і з 57-мм гарматою забезпечувалися, зазвичай, виключно бронебійними снарядами, осколкові снаряди до цих гармат випускалися з 1942 року, проте інформації про комплектування ними боєкомплектів танків виявити не вдалося. У деяких джерелах згадується, що 40-мм осколкові снаряди практично не використовувалися екіпажами через вкрай малий заряд вибухової сполуки і, як наслідок, дуже низької ефективності. У СРСР з другої половини 1942 випускалися осколкові снаряди власної розробки до QF 2 pounder (по техпроцесу 37-мм зенітних снарядів), також відомо про використання в СРСР з того ж періоду 57-мм осколкових снарядів.
| Боєприпаси 40-мм гармати QF 2 pounder                                                   |                           |                   |                  |              |                                         |
| Тип снаряда                                                                             | Марка                     | Маса пострілу, кг | Маса снаряда, кг | Маса ВР, г   | Дулова швидкість, м/с                   |
| бронебійний гостроголовий суцільний із захисним та балістичним наконечниками, трасуючий | APCBC/T Mk I Shot         | 2,22              | 1,22             | —            | 850                                     |
| бронебійний гостроголовий суцільний, трасуючий, високошвидкісний                        | APHV/T Shot               | 2,04              | 1,08             | —            | 853                                     |
| бронебійний гостроголовий суцільний, трасуючий                                          | AP/T Mk I Shot            | 2,04              | 1,08             | —            | 792/853 (нормальний / посилений заряди) |
| бронебійний гостроголовий, трасуючий                                                    | AP/T Mk I Shell           | 2,04              | 1,08             | 19,5 (Лідді) | 792/853 (нормальний / посилений заряди) |
| навчальний суцільний гостроголовий                                                      | Practice Shot, Pointed    | 2,04              | 1,08             | —            | 792/594 (нормальний / зменшений заряди) |
| навчальний суцільний тупоголовий                                                        | Practice Shot, flatheaded | 2,04              | 1,08             | —            | 594                                     |
| осколковий, трасуючий                                                                   | Mk II T                   | ?                 | 1,34             | 71 (тротил)  | 687                                     |

| Таблиця бронепробивності для QF 2 pounder |     |     |     |     |
| Снаряд \\ Відстань, м                     | 228 | 457 | 683 | 914 |
| AP/T Mk I Shot                            |     |     |     |     |
| кут зустрічі 30 °, гомогенна броня        | 58  | 52  | 46  | 40  |
| APHV/T Shot                               |     |     |     |     |
| кут зустрічі 30 °, гомогенна броня        | 64  | 57  | 51  | 45  |

Основним озброєнням «Черчиллів» модифікацій Mk III і Mk IV була 57-мм протитанкова гармата QF 6-pounder, модифікації Mk III або Mk V. Гармата модифікації Mk III мала довжину ствола 43 калібри / 2451 мм, а модифікація Mk V мала довжину ствола 50 калібрів / 2850 мм і обладнувалася дуловим гальмом. Гармата розміщувалася на цапфах та наводилася у вертикальній площині за допомогою гвинтового механізму. Кути вертикального наведення становили від −12,5 до +20 °. Для наведення гармати використовувався приціл № 39 Mk IIS (збільшення 1,9 ×, поле зору 21 °) з гарматою модифікації Mk III і приціл № 39 Mk IV (збільшення 3 ×, поле зору 13 °) з гарматою модифікації Mk V. Боєкомплект 57-мм гармати на модифікаціях становив 84 унітарних пострілу, зазвичай лише з бронебійними снарядами. Боєкомплект розміщувався в стелажних укладаннях, що перебували в лобових кутах бойового відділення.
| Боєприпаси 57-мм гармати QF 6 pounder                                                              |                           |                   |                  |            |                                       |
| Тип снаряда                                                                                        | Марка                     | Маса пострілу, кг | Маса снаряда, кг | маса ВР, г | Дулова швидкість, м/с (Mk III / Mk V) |
| бронебійний гостроголовий суцільний із захисним та балістичним наконечником, трасуючий (з 1943 р.) | APCBC/T Shot Mk 9T        | 6,29              | 3,29             | —          | 790/825                               |
| бронебійний гостроголовий суцільний із захисним наконечником, трасуючий (з 1943 р.)                | APC Shot Mk 8T            | ?                 | 2,86             | —          | 846/884                               |
| бронебійний гостроголовий суцільний, трасуючий                                                     | AP/T Shot                 | 5,85              | 2,88             | —          | 815/892                               |
| осколковий                                                                                         | HE Shot Mk 10T            | ?                 | 3                | ?          | ?/820                                 |
| навчальний суцільний гостроголовий                                                                 | Shot, Practice            | ?                 | 2,867            | —          | 815/?                                 |
| навчальний суцільний тупоголовий                                                                   | Practice Shot, flatheaded | ?                 | 2,867            | —          | 602/?                                 |

| Таблиця бронепробивності для QF 6 pounder Mk V  |     |     |      |      |
| Снаряд \\ Відстань, м                           | 457 | 914 | 1371 | 1828 |
| Shot Mk 9T                                      |     |     |      |      |
| кут зустрічі 30 °, гомогенна броня              | 81  | 74  | 63   | 56   |
| кут зустрічі 30 °, поверхнево загартована броня | 76  | 74  | 68   | 63   |

«Черчиллі» модифікацій Mk VI і Mk VII як основне озброєння отримали 75-мм гармату OQF 75 mm, що мала довжину ствола 36,5 калібрів / 2737 мм. Балістично, гармата була ідентичною американській гарматі M3 і використовувала той же асортимент боєприпасів. Гармата розміщувалося в аналогічній QF 6 pounder установці. Наведення гармати здійснювалося за допомогою прицілу № 50 × 3, що мав збільшення 3 × і поле зору 13 °. Боєкомплект 75-мм гармати становили 84 унітарних бронебійних та осколково-фугасних пострілів, укладка боєкомплекту розташовувалася аналогічно танкам з 57-мм гарматою.
| Боєприпаси 75-мм гармати OQF 75 mm                           |                |                   |                  |            |                       |
| Тип снаряда                                                  | Марка          | Маса пострілу, кг | Маса снаряда, кг | Маса ВР, г | Дулова швидкість, м/с |
| бронебійний тупоголовий трасуючий з балістичним наконечником | APC/T Shot M61 | 8,77              | 6,79             | 60         | 620                   |
| бронебійний гостроголовий суцільний трасуючий                | APC/T Shot M72 | 8,52              | 6,23             | —          | 620                   |
| осколково-фугасний                                           | M48            | 8,47              | 6,75             | 670        | 625                   |

| Таблиця бронепробивності для OQF 75 mm          |     |     |      |      |
| Снаряд \\ Відстань, м                           | 457 | 914 | 1371 | 1828 |
| M61 Projectile                                  |     |     |      |      |
| кут зустрічі 30 °, гомогенна броня              | 66  | 60  | 55   | 50   |
| кут зустрічі 30 °, поверхнево загартована броня | 74  | 67  | 60   | 54   |
| M72 Shot                                        |     |     |      |      |
| кут зустрічі 30 °, гомогенна броня              | 76  | 63  | 51   | 43   |
| кут зустрічі 30 °, поверхнево загартована броня | 66  | 53  | 41   | 33   |

### Засоби спостереження та зв'язку
Для спостереження за полем бою, «Черчилль» устатковувався перископічними оглядовими приладами «Віккерс» Mk IV, що забезпечували круговий огляд. Два з них мав у своєму розпорядженні механік-водій, ще один — стрілець з курсового кулемета/гаубиці. Три цих перископи розташовувалися в лобовій частині підбаштового листа. Ще чотири розміщувалися в даху башти, по одному перископу мали навідник та заряджаючий, а ще два перебували в командирській башточці. Механік-водій також мав у своєму розпорядженні круглий оглядовий люк у верхній лобовій бронеплиті, що закривався броньовою кришкою.
Для зовнішнього зв'язку, танк оснащувався симплексною КВ/УКХ-радіостанцією моделі № 19, яка забезпечувала дальність зв'язку в КВ-діапазоні до 15 км в телефонному та до 32 км — у телеграфному режимі і в УКХ-діапазоні — до 1 км в телефонному режимі. Радіостанція розміщувалася в кормовій ніші башти, обслуговування її здійснював заряджаючий. Для внутрішнього зв'язку служило вбудований в радіостанцію телефонний переговорний пристрій на всіх п'ятьох членів екіпажу.

### Двигун та трансмісія
На всіх модифікаціях «Черчилля» встановлювався горизонтально-опозитний 12-циліндровий чотиритактний карбюраторний двигун водяного охолодження моделі «Bedford» Twin-Six. Маючи робочий об'єм в 21 237 см³, цей двигун розвивав максимальну потужність в 350 к. с. при 2200 об/хв. Двигун встановлювався в моторному відділенні уздовж поздовжньої осі танка. З паливних баків, загальною ємністю в 828 літрів, шість встановлювалися в моторному відділенні по обидва боки двигуна, а ще один, знімний, розташовувався зовні, поза броньовим корпусом. Два радіатора системи охолодження двигуна розташовувалися по обидва його боки. Через щільне компонування моторного відділення, повітряні фільтри двигуна були винесені в бойове відділення.
Трансмісія «Черчилля» також не зазнала змін у ході виробництва танка. До її складу входили:
- однодисковий головний фрикціон сухого тертя виробництва Borg & Beck, встановлений на двигуні;
- чотиришвидкісна механічна коробка передач Merrit-Brown H41, об'єднана в загальному корпусі з механізмом повороту;
- механізм повороту, що складався з диференціала, двох планетарних механізмів та барабанних гальм;
- барабанні головні гальма;
- планетарні бортові передачі, що розташовувалися всередині провідних коліс.

Управління фрикціоном, механізмом повороту та гальмами здійснювалося за допомогою гідравлічних сервоприводів.

### Ходова частина
Ходова частина була однією з характерних особливостей «Черчилля», на якому гусенична стрічка, для підвищення прохідності, була охоплююча весь корпус танка. З кожного борту ходова частина складалася з одинадцяти здвоєних опорних котків діаметром 254 мм, ведучого колеса та лінивця. Підвіска опорних котків — індивідуальна, пружинна. Вісь кожного котка кріпилася на балансирі, одним своїм кінцем шарнірно прикріплена до кронштейна на корпусі танка, а іншим впиралася в закріплену на кронштейні пружину. Перший та останній котки кожного борту були підняті з ґрунту та працювали лише при подоланні танком перешкод, а 2-й, 9-й і 10-й опорні котки мали укорочений хід підвіски та працювали переважно при русі танка на м'якому ґрунті. Підтримуючі котки були відсутні, замість них верхня гілка гусениці ковзала по спеціальних напрямних.

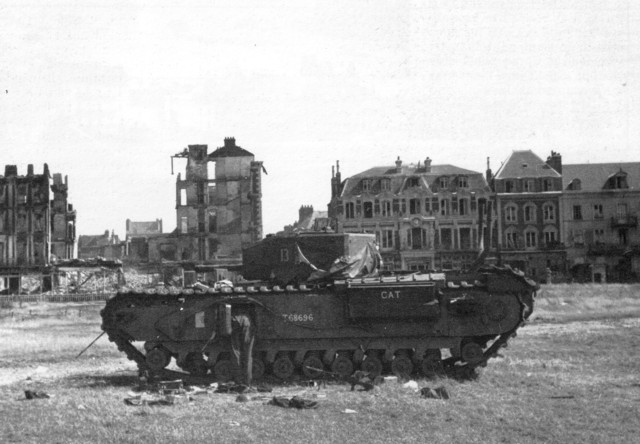
Підбитий британський «Черчилль». 1942 р.

Гусеничні стрічки — литі, безгребеневі, цівкового зачеплення, шириною 356 мм. На «Черчиллі» застосовувалися гусениці двох типів — з 70 траків з кроком в 211 мм або з 72 траків з кроком в 202 мм. Роль напрямних, на танкових гусеницях зазвичай виконували їх гребені, тут виконували краї гусениці, по яких опорні котки котилися, як по рейках.

## Використовувався
- Велика Британія.
- СРСР — 253 танка Mk III і Mk IV[6].
- Ірландія[7].

## Бойове застосування

### Курська битва

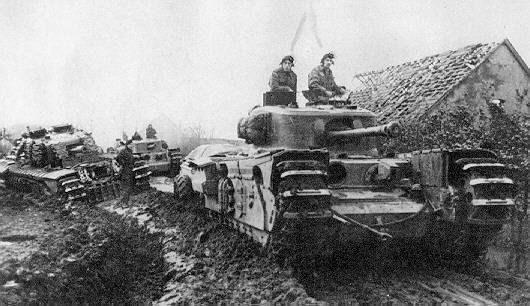

До початку Курської битви 2-й гвардійський танковий корпус (Тацінський танковий корпус) перебував у резерві командувача Воронезьким фронтом, його війська розташовувалися в районі м. Короча. Це було повністю укомплектоване та добре підготовлене з'єднання. На ранок 5 липня в його складі значилося 227 танків трьох типів: Т-34, Т-70 і Churchill IV, в тому числі 217 в строю і 10 в поточному ремонті. У складі 2-го гв. ТТК ударним був 47-ї гв. ОТПП (окремий танковий полк прориву), що налічував 21 важкий танк Churchill IV.
5 липня в 17.30 командир корпусу — полковник A. C. Бурдейний отримав наказ № 005/оп від командувача фронтом — Н. Ф. Ватутіна, про участь танкового корпусу у фронтовому контрударі.
Документ свідчив:

Противник до 14.30 5.07.43 р. опанував Гремучий та силою до двох танкових дивізій прагне вийти на шосе Білгород — Обоянь для подальшого наступу на Курськ.
Наказую:
1. Командиру 2-го гв. Тацинського танкового корпусу до 24.00 5.07.43 р. висунутися в район: МТС, Сажноє, Лози, Сажноє, Штакор — Сажноє.
Задача: Міцно обороняти вищевказаний район. Не допустити поширення супротивника на північ та північний схід. Бути готовим з світанку 6.07.43 р. у взаємодії з 5-м гв. тк перейти в контратаку в напрямку: Крюково, Крапивенскі Двори і далі на Гремучий, Бєлгород.

Через годину командир корпусу направив командирам частин розпорядження № 029 про висунення та занятті оборони. Згідно з ним 47-ї гв. ОТПП мав здійснити нічний марш і зосередитися до 23.00 5 липня в лісі (1 км на північний схід Крюкова) і бути готовим контратакувати в напрямку на Каменський.
Із звіту командира 47-го гв. ОТПП, підполковника М. Т. Шевченка, про хід висування полку в зазначений район зосередження:

Часу на вчинення маршу з 19.00 до 23.00 5.7.43 р. було недостатньо. Важкі танки «Черчилль», важкокеровані в нічний час, через обмеження видимості, при великій напрузі у складі полку рухалися зі швидкістю не більше 7—10 км/год. Вчинення маршу вночі, велика відстань маршу для важких танків та обмежена видимість призвели до того, що до зазначеного часу — 23.00 5.7.43 р. полк у Клюкова не зосередився, а підійшов лише до 4.00 6.7.43 р. у кількості 7 танків «Черчилль». Інші танки в кількості 14 штук відстали з технічних причин (частково завалені в кювети через погану видимість) та зосередилися в с. Крюково до 15.00 6.7.43 р. До цього часу було боєздатних 17 танків, 4 — з технічних причин перебували ще на марші, очікуючи допомоги.

Оперативна обстановка стала різко змінюватися в другій половині 6 липня, після виходу ударної групи 2-го тк СС на Прохоровський напрямок. В 15.30 штаб 2-го гв. ТТК ставить такі завдання командирам бригад та полків.
З бойового наказу № 31:

1. Противник, танкова група, відкинувши частини 23-го гв. ск на ділянці Промені, Яковлеве, продовжує розвивати успіх у північно-західному напрямку.
2. Корпус має завдання рішучими діями спільно з 5-м гв. Стк форсувати р. Липовий Донець та ударом у фланг знищити противника в районі Крапивенскі Двори, КЛГ «Сміливо до праці», відрізавши північне угруповання противника.
3. Праворуч наступає 5-ї гв. Стк із завданням вийти на рубіж: Яковлеве, Лучки.
4. Я вирішив в першій лінії мати дві танкові бригади. Важкий танковий полк перед правим флангом. Мотострілецькою бригадою прикритися з півдня. Одну танкову бригаду мати ліворуч. Початок наступу 16.30 6.7.43.
5. 26-й гв. тбр переправитися через р. Липовий Донець в районі Нові Лози і до 18.00 6.7.43 р. вийти на рубіж міжлісся, що 2 км на схід КЛГ «Сміливо до праці», надалі оволодіти КЛГ «Сміливо до праці» із завданням заблокувати підхід противника з півдня.
6. 47-му гв. оттпп переправитися за 26-ї гв. тбр через р. Липовий Донець і до 18.00 6.7.43 р. вийти на рубіж: Смородина-Каменський. Своїм рухом сприяючи 25-ї гв. тбр виходу на цей рубіж. З виходом у район Смородине одночасно танкову роту підпорядкувати командиру 25-ї гв. тбр. Надалі рухом на Глушінський. Сприяти виходу 26-ї гв. тбр на рубіж міжлісся і на Бєлгородське шосе.

Головною метою на першому етапі командування корпусу вважало оволодіння с. Смородине. З двох бригад, висунутих в першу лінію, на його захоплення націлили одну танкову бригаду, посиливши її удар полком важких танків Мк IV «Черчилль».
Із звіту танкового полку, про хід проведення контрудару проти лівого флангу дивізії «Мертва голова» та правого флангу дивізії «Дас Райх», 2-го тк СС:

Згідно з наказом корпусу, на 47 гв. ОТПП покладалося завдання: діючи попереду 25-ї гв. тбр за її безпосередньої підтримки, опанувати Крапивенскими Дворами, осідлати дорогу на Білгород, вийти в район Шопине, не давши можливості танкам та артилерії противника завдати шкоди частинам корпусу ударом в лоб або правий фланг, прийнявши на себе всю силу вогню та придушивши опір противника. Початком переходу в наступ та атаки був встановлений сигнал по радіо — 444.
У зв'язку з тим, що противник до 6.00 6.7.43 р. опанував Смородине, а сусіди корпусу справа та ліворуч не перейшли в наступ, атака корпусу перенесена на 16.30 6.7.43 р. О 15.00 6.7.43 р. командир полку був викликаний до комкора в Сажноє, де отримав усний наказ, з якого виходило наступне.
47-ї гв. ОТПП спільно з іншими частинами корпусу, переходить в наступ в 16.30 6.7.43 р. Задача — полк переправляється через р. Липовий Донець в Нов. Лози і діями в першому ешелоні, попереду 25-ї гв. тбр, до 18.00 6.7.43 р. оволодіти Смородине, Каменський. По виході на рубіж Смородине, Кам'янський та оволодінні ними забезпечити вихід на цей рубіж 25-ї гв. тбр. З виконанням
цього завдання одну танкову роту підпорядкувати командиру 25-ї гв. тбр, а іншими ротами полку, наступати в напрямку Глушінський, сприяти виходу 25-ї гв. тбр на рубіж Міжлісся, КЛГ «Сміливо до праці», Бєлгородське шосе.
Стан полку до початку наступу: боєздатних танків — 17, 4 танки не прибули на вихідний рубіж з технічних несправностей та перебували за маршрутом Піщане до Крюково. Особовий склад після відпочинку, з'ясувавши наказ, був готовий виконувати завдання.
В 16.30 полк у кількості 17 танків в колоні зосередився біля переправи Нові Лози через р. Липовий Донець. У зв'язку з несвоєчасною явкою частин корпусу на переправу, згідно з наказом комкора, полк переправився лише до 18.30 і, виконуючи поставлене завдання, через Непхаєво колоною рухався до дороги на Смородине.
При підході до млина, за напрямом Смородине, полк розгорнувся в бойовий порядок — «лінію рот», в наступ пішли 14 танків, оскільки 3 танки при подоланні підйому з Непхаево зупинилися через обрив гусениць.
25-та гв. тбр, яка, згідно з наказом командира 2-го гв. ТТК, повинна була наступати в 2-му ешелоні за 47-м гв. ОТПП, побачивши сильний опір противника та нерівну, важку боротьбу 47-го гв. ОТПП з танками та артилерією противника, в бій не вступила, а зупинилася в напіврозвернутому порядку одразу ж при виході з Непхаєво. Незважаючи на відсутність
підтримки з боку артилерії, танків, піхоти, полк, виконуючи завдання, повів наступ на Смородине, знищуючи на своєму шляху танки та артилерію супротивника.
Незалежно від того, що відсутня підтримка з боку 25-ї гв. тбр, полк лівим флангом увірвався в село Смородине, але, зустрівши опір великої кількості танків та артилерії, втративши при цьому 6 танків згорілими, 3 підбитими, 5 осіб убитими і 13 пораненими, відійшов на 500–700 м від села, ведучи вогонь з місця в очікуванні допомоги з боку 25-ї гв.тбр.
25-та гв. тбр так і не пішла в наступ, а полк, не маючи можливості просунутися вперед, вів вогонь з місця на досягнутому рубежі. За цей же час завдано такий шкоди супротивнику: спалені 3 Т-4, знищені 4 88-мм гармати; знищено до 50 солдатів та офіцерів.

Англійські танки Mk IV «Черчилль» 47-го гв. оттпп, мали більш товстий броньовий захист, ніж у «тридцатьчетвірки», але через відсутність танкової, артилерійської та піхотної підтримки від 25-ї гв. тбр або з боку корпусу, зазнали такі невиправдано великі втрати в техніці та особовому складі.

## Цікаві факти
В цілому танк вважався невдалим, і сам Уїнстон Черчилль говорив:
«Танк, що носить моє ім'я, має більше недоліків, ніж я сам!»
У радянських танкістів цей танк викликав негативне ставлення, тому йому було присвоєно назву БМ-5 (Братська Могила на п'ятьох)

## Танк Черчилль у відеоіграх
Танк Черчилль можна побачити в таких відеоіграх:
- «World of Tanks»;
- «У тилу ворога 2»;
- «Company of Heroes»
- Battle Tanks: Legends of World War II [Архівовано 31 жовтня 2019 у Wayback Machine.]

Варто відзначити, що відображення тактико-технічних характеристик бронетехніки та особливостей її застосування в бою в багатьох відеоіграх часто далеко від реальності.